# Гизельтруда

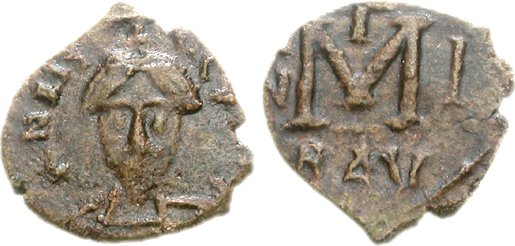
Фоллис короля Айстульфа

Гизельтруда (лат. Giseltruda; VIII век) — королева лангобардов (749—756) по браку с Айстульфом.

## Биография
Гизельтруда известна из нескольких средневековых исторических источников: написанного в XI веке жития святого Ансельма Нонантолского и трёх хартий (две из них считаются малодостоверными).
О происхождении Гизельтруды сообщается в житии Ансельма Нонантольского, в котором она названа сестрой этого святого. В хартиях, датированных 797 и 820 годами, некий Адоин, владевший имуществом в Вероне и Виченце, назван братом Ансельма и сыном Вехтари. Вероятно, этот Вехтари мог быть потомком одноимённого фриульского герцога. Не исключается возможность, что по материнской линии Ансельм и Гизельтруда были связаны родственными узами с семьёй лангобардского короля Лиутпранда. Все эти факты позволяют отнести семью Гизельтруды к высшим слоям лангобардской знати.
Ничего не известно о том, когда и при каких обстоятельствах Гизельтруда стала супругой Айстульфа. Вероятно, это произошло ещё тогда, когда тот был герцогом Фриуля. Единственный современный Гизельтруде источник — дарственная хартия, данная между 749 и 751 годами королевой епископу Модены Лупицину для монастыря Сан-Джиминьяно. В этом документе Гизельтруда упоминается как жена Айстульфа и королева, славная своим происхождением и благочестием (лат. «gloriosissima el precellentissima Giseltruda regina, dilecta coniunx nostra»). О Гизельтруде как о благотворительнице Нонантолского монастыря упоминается в житии его аббата Ансельма. Однако мнение о королеве как соосновательнице аббатства в Фанано, скорее всего, ошибочно.
Других свидетельств о Гизельтруде не сохранилось. О каких-либо детях короля Айстульфа и Гизельтруды также ничего не известно.